# Chiesa di San Pietro (Calenzano)
La chiesa di San Pietro si trova nel comune di Calenzano, in località Casaglia.

## Storia e descrizione
Fondata prima del Mille, fu restaurata nel XV secolo dai Guasconi e ottenne il titolo di prioria. La posizione della chiesa è strategica: la strada sulla quale sorge, infatti, è quella che collega Prato con la Val di Bisenzio.
Sulla parete retrostante l'altare maggiore è posta una pala in terracotta invetriata della bottega di Andrea della Robbia, databile al secondo decennio del Cinquecento, raffigurante la Madonna col Bambino fra i Santi Pietro e Paolo. 
Vi è stato trasferito, dalla vicina chiesa di Santo Stefano a Secciano, un ciborio in terracotta invetriata della bottega di Benedetto e Santi Buglioni.